# Campionatul European de Fotbal Feminin
Campionatul European de Fotbal Feminin care se desfășoară la fiecare patru ani, este competiția principală în fotbalul feminin dintre echipele naționale ale confederației UEFA. Competiția este echivalentul feminin al Campionatului European de Fotbal.

## Campionate
| An   | Gazdă            | Campioană     | Scor               | Finalistă Ediția din 2025 |
| ---- | ---------------- | ------------- | ------------------ | ------------------------- |
| 1984 | –                | Suedia        | 1-0, 0-1, 4-3 l.d. | Anglia                    |
| 1987 | Norvegia         | Norvegia      | 2-1                | Suedia                    |
| 1989 | Germania         | Germania      | 4-1                | Norvegia                  |
| 1991 | Danemarca        | Germania      | 3-1 d.p.           | Norvegia                  |
| 1993 | Italia           | Norvegia      | 1-0                | Italia                    |
| 1995 | –                | Germania      | 3-2                | Suedia                    |
| 1997 | Norvegia, Suedia | Germania      | 2-0                | Italia                    |
| 2001 | Germania         | Germania      | 1-0 g.a.           | Suedia                    |
| 2005 | Anglia           | Germania      | 3-1                | Norvegia                  |
| 2009 | Finlanda         | Germania      | 6-2                | Anglia                    |
| 2013 | Suedia           | Germania      | 1-0                | Norvegia                  |
| 2017 | Țările de Jos    | Țările de Jos | 4-2                | Danemarca                 |
| 2022 | Anglia           | Anglia        | 2-1 d.p.           | Germania                  |
| 2025 | Elveția          | Anglia        | 1-1, 3-1 l.d.      | Spania                    |